# Liste des capitaines de la ville de Guérande
 (décembre 2012).
Si vous disposez d'ouvrages ou d'articles de référence ou si vous connaissez des sites web de qualité traitant du thème abordé ici, merci de compléter l'article en donnant les références utiles à sa vérifiabilité et en les liant à la section « Notes et références ».

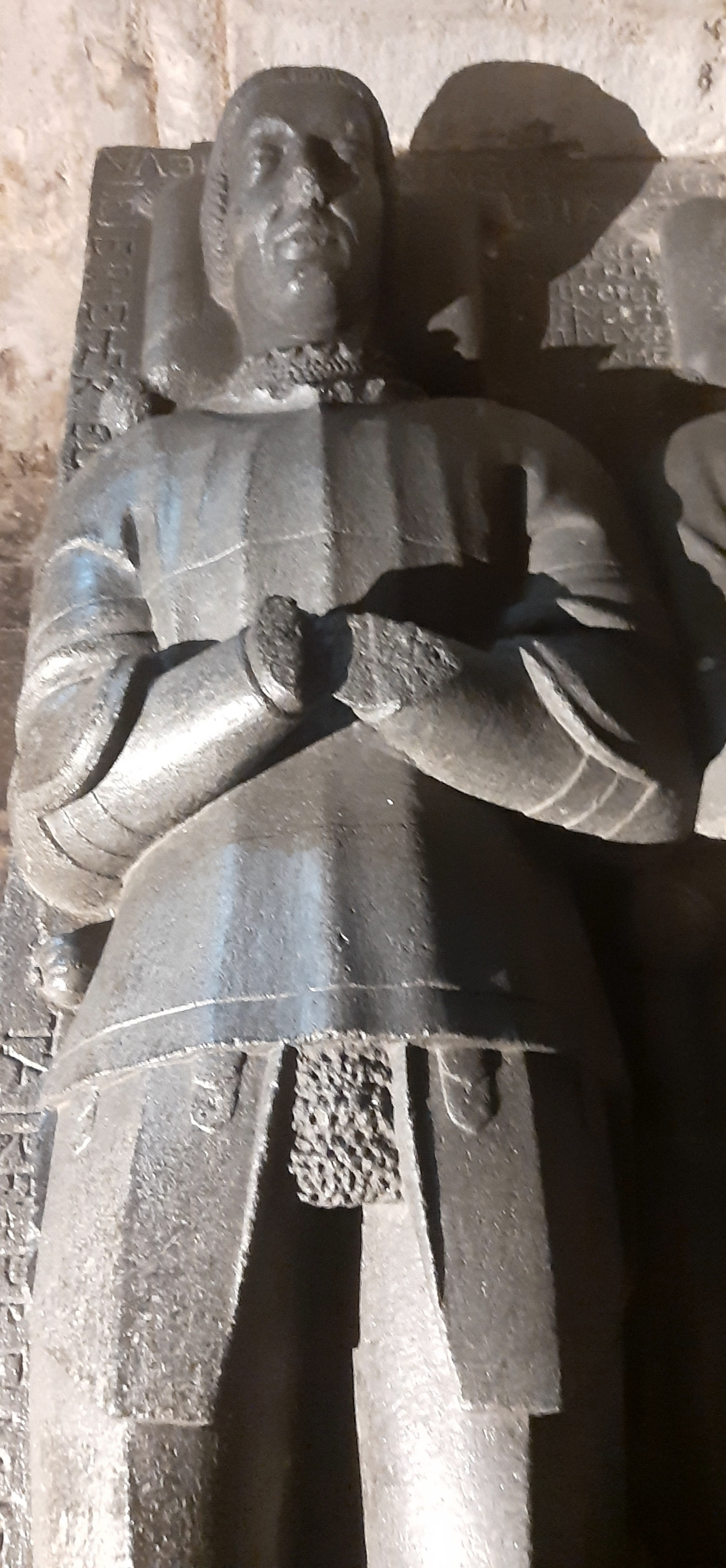
Gisant de Tristan de Carné, dernier capitaine de ville de Guérande, dans la crypte de la collégiale Saint-Aubin de Guérande.

Au Moyen Âge, le capitaine de ville ou capitaine de cité est le représentant militaire du duc de Bretagne dans la cité de Guérande. La liste qui suit va du premier capitaine connu en 1342 jusqu'au XVIe siècle, avec Tristan de Carné, dernier capitaine de la ville avant l'union du duché de Bretagne à la couronne de France.

## Présentation
Le premier capitaine de ville est Guillaume du Verger, nommé par Jean, comte de Montfort qui le charge de construire les remparts de Guérande, ville qu'il vient de reprendre à l'amiral Louis d'Espagne qui l'a ravagée. Après la réunion du duché à la couronne de France en 1532, le capitaine de cité prend le nom de gouverneur. La Révolution française chasse le dernier d'entre eux.
Les capitaines de ville successifs logent dans la porte Saint-Michel, logis-châtelet du XVe siècle inscrit dans les remparts de la ville. Après la Révolution française, l'endroit est transformé temporairement en une prison.

### Liste
| Dates        | Titulaire                                                                              | Duc ou roi          | Notes | Blason |
| ------------ | -------------------------------------------------------------------------------------- | ------------------- | --- | ------ |
| 1342 - 1343  | Guillaume du Verger                                                                    |                     | D'or à deux quintefeuilles de gueules ; au franc canton de même, chargé d'un lion d'argent Alias Porte trois quintefeuilles ; au franc quartier chargé d'un léopard. |        |
| 1344         | Foulques de Laval                                                                      | Charles de Blois    | blasonnement |        |
| 1355         | Jean du Verger                                                                         |                     | blasonnement |        |
| 1379         | Jean Malor                                                                             | Jean IV de Bretagne | Vairé d’or et d’azur écartelé de gueules plain Vairé au franc-canton plain.                                                                                          |        |
| 1380 et 1381 | Guillaume du Châtel                                                                    | Jeanne de Flandre   | blasonnement |        |
| 1386         | Eon de Rosmadec                                                                        |                     | Palé d'argent et d'azur. |        |
| 1390         | Guillaume de Lesnérac                                                                  | Jean IV             | D’azur, à la tête et demi-vol de griffon coupée d’argent. (Sceau de 1383.)                                                                                           |        |
| - 1406       | Tristan de la Lande                                                                    |                     | blasonnement |        |
| 1406 - 1407  | Henri du Parc                                                                          |                     | blasonnement |        |
| 1407 -       | Guyon de la Chapelle                                                                   |                     | blasonnement |        |
| 1410         | Jean de Sérent                                                                         |                     | D’or à trois quintefeuilles de sable. |        |
| 1416         | Henri du Parc                                                                          |                     | blasonnement |        |
| 1420         | Jean de Lannion                                                                        |                     | D'argent, à trois merlettes de sable, au chef de gueules chargé de trois quintefeuilles du champ.                                                                    |        |
| 1425 - 1457  | Jean de Muzillac                                                                       | Jean V              | De gueules, au léopard lionné d'hermine. |        |
| 1457         | Alain de la Roche                                                                      |                     | blasonnement |        |
| 1459 - 1471  | Robert L'Espervier                                                                     | François II         | D'azur au sautoir engreslé d'or, accompagné de quatre besants de même.                                                                                               |        |
| 1487         | Gilles de la Clartière                                                                 |                     | blasonnement |        |
| 1488         | Jean de Chamballan                                                                     |                     | blasonnement |        |
| 1488         | Guillaume Calon vice-amiral de Bretagne en 1489.                                       |                     | D’argent à une moucheture d’hermines, accompagnée de trois cailloux de gueules.                                                                                      |        |
| 1512         | Jacques de Robien Capitaine du Croisic et de Guérande et panetier de la Reine en 1512. | Anne                | D’azur à dix billettes d’argent, 4, 3, 2 et 1. |        |
| 1513         | Tristan de Carné                                                                       | Anne                | D'or à deux fasces de gueules. |        |

### Tristan de Carné
Tristan de Carné est le dernier capitaine de ville, nommé en 1513 par Anne de Bretagne. Né vers 1476 à Caden, il possède de nombreuses terres en pays guérandais, dont la seigneurie de Crémeur où se trouve le moulin du Diable. Il est également premier maître d'hôtel auprès de la duchesse Anne puis de sa fille, la reine Claude à la cour de France. Il décède le 18 avril 1536 vers l'âge de 60 ans. Son cénotaphe est conservé dans la crypte de a collégiale Saint-Aubin de Guérande où il repose aux côtés de son épouse,  Jeanne de la Salle.

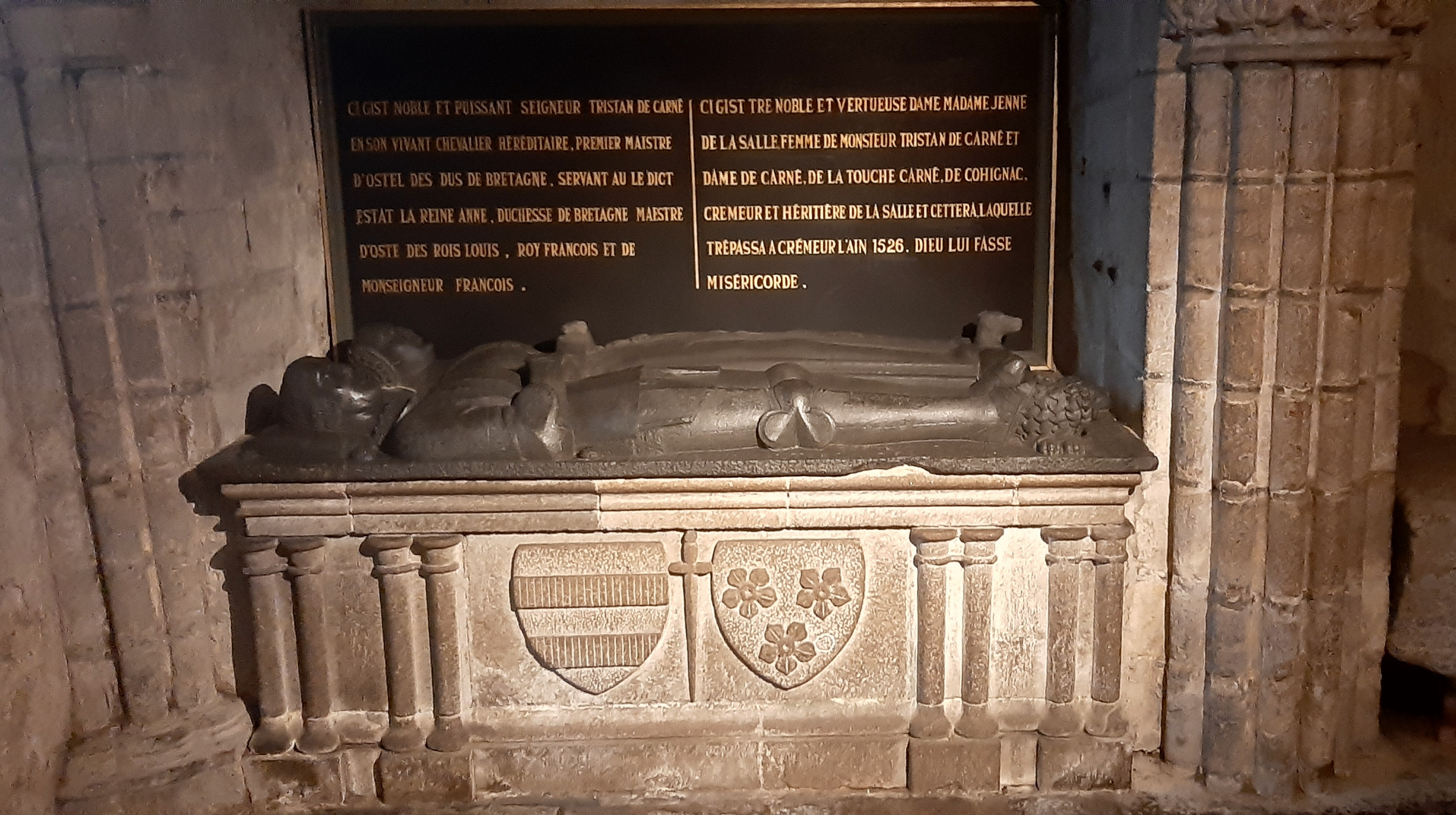
Cénotaphe de Tristan de Carné, seigneur de Crémeur et capitaine de Guérande, et de son épouse Jeanne de La Salle. Réalisée en kersantite au XVIe siècle sur commande de leur fils, cette œuvre témoigne de la puissance du couple ayant servi les ducs de Bretagne puis les rois de France[8].